# La favola di Natale
dite la vostra - che ho detto la mia.

E se non v'è piaciuta - non vogliatemi male:

ve ne dirò una meglio - il prossimo Natale,

e che sarà una favola - senza malinconia;

C'era una volta - la prigionia...»
(Giovannino Guareschi, La Favola di Natale)
La favola di Natale è un'opera letteraria dello scrittore e giornalista Giovannino Guareschi.
Scritta nel dicembre 1944 durante il periodo di prigionia, venne raccontata per la prima volta la sera della Vigilia di Natale dello stesso anno nella sua baracca nel campo di prigionia. Guareschi nella premessa della favola indica come donne ispiratrici Freddo, Fame e Nostalgia.
La favola è illustrata dall'autore stesso ed è accompagnata dalle musiche di Arturo Coppola, compagno di prigionia che le compose nello stesso periodo della stesura della favola.
Nel maggio 2008 la Favola è andata in scena al Teatro Verdi di Busseto in occasione dei festeggiamenti per il centenario della nascita dell'autore.

## Trama
La favola narra di un bambino di nome Albertino (figlio dell'autore), della sua nonnina, del suo cagnolino Flick, di una lucciola e del loro incredibile onirico viaggio verso il campo di concentramento in cui si trova il padre di Albertino. Durante il viaggio la combriccola fa conoscenza di funghi parlanti, cornacchie canterine, oggetti animati, angeli e tante altre stranissime creature. La favola si conclude con un tanto povero quanto miracoloso pranzo di Natale a base di panettone in cui Albertino si è finalmente ricongiunto con il padre, ma alla fine il papà di Albertino deve tornare al suo triste campo e Albertino ed il resto della famiglia alle loro case.

## Edizioni
- Giovannino Guareschi, La favola di Natale. Con illustrazioni dell'autore e di Arturo Coppola, Edizioni Riunite, Milano, I ed. 1946
- id., id., Rizzoli, Milano, I ed. 1971 - 1992
- id., id., Collana Illustrati, BUR, Milano, 1998-2004, ISBN 978-88-17-11292-5 - Edizione speciale Guareschi.Opere, allegato al Corriere della Sera e OGGI, 2014